# الإله في اليهودية

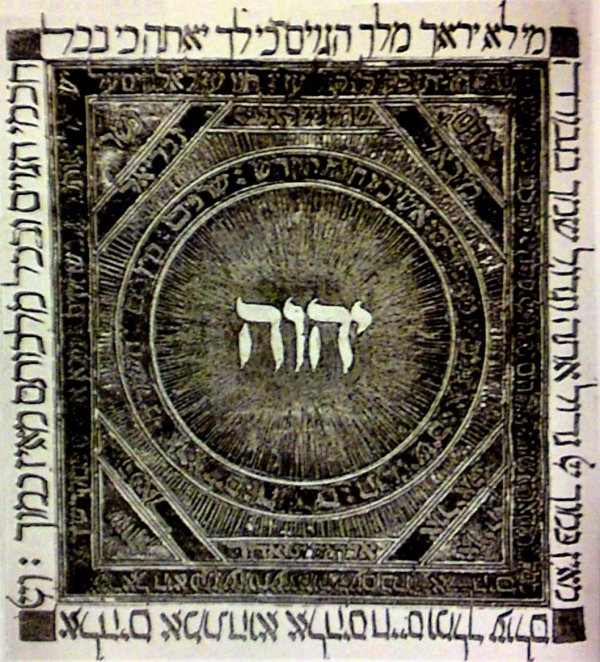
الأحرف الأربع لاسم الإله منقوشة على سفر من الكتاب العبري (1385)

يُصوّر الإله في اليهودية بطرق متنوعة. تقليديًا، ترى اليهودية أن الإله القومي لبني إسرائيل – أي إله إبراهيم وإسحاق وإسرائيل – هو الذي أنقذهم من العبودية في مصر، وأعطاهم شريعة موسى في جبل سيناء كما هو مذكور في التوراة. كما يؤمن اليهود بوحدانية الإله، العليّ (المستقل والمنفصل عن الكون المادي) والمتواجد (المشارك بنشاط في الكون المادي).
ينظرون إلى الإله على أنه متفرّد وكامل، خالٍ من كل العيوب والنقائص، ويعتقدون أيضًا أنه قادر على كل شئ، ومتواجد في كل مكان [الإنجليزية]، وعالم بكل شئ،
ولا حدود لصفاته، وليس له شريك أو نظير، وهو الخالق الوحيد لكل شيء في الوجود. وفي اليهودية، لا يُصوّر الإله بأي صورة. وقد نهت التوراة تحديدًا عن إشراك أحد مع الإله في مُلكه، إذ يعتبر هو الواحد المُطلق بلا شريك، لا يتجزّأ ولا يُضاهى، لا يشبه شيء ولا يُشبهه شيء. لذا، فإن الإله لا يشبه أي شيء في العالم فهو يتجاوز كل أشكال التفكير والتعبير البشري. كُتبت أسماء الإله في أغلب الأحيان في الكتاب المقدس العبري في صورة يهوه ((بالعبرية: יהוה‏) التي تُكتب بالأحرف اللاتينية: YHWH) وإلوهيم. كما تتواجد أسماء أخرى للإله في اليهودية التقليدية مثل أدوناي وإيل إيلون وإيل شداي وشيخيناه.
وفقًا للاهوت اليهودي العقلاني الذي صاغه الفيلسوف والفقيه اليهودي في العصور الوسطى موسى بن ميمون، والذي أصبح فيما بعد يهيمن على الكثير من الفكر اليهودي الرسمي والتقليدي، يُفهم الإله على أنه الواحد المطلق وغير القابل للتجزئة وغير القابل للمقارنة، وهو الإله الخالق – المتسبّب والحافظ لكل الوجود. أكد موسى بن ميمون تصوُّر ابن سينا عن الإله باعتباره الكيان الأسمى، غير المادي المتواجد في كل مكان، الموجود بالضرورة لخلق الكون، بينما رفض تصور أرسطو عن الإله باعتباره المُحرّك الذي لا يتحرّك، وغيرها من وجهات نظر أرسطو مثل إنكار خلق الإله للعالم، وتأكيده على أزلية العالم. وتؤكد التفسيرات التقليدية لليهودية عمومًا على أن الإله له ذات وشخص، ولكنه أيضًا متعالٍ وقادر على التدخل في العالم، بينما تؤكد بعض التفسيرات الحديثة لليهودية على أن للإله قوة غير محدودة أكثر من كونه كيانًا خارقًا للطبيعة مهتمًا بالكون.

## أسمائه

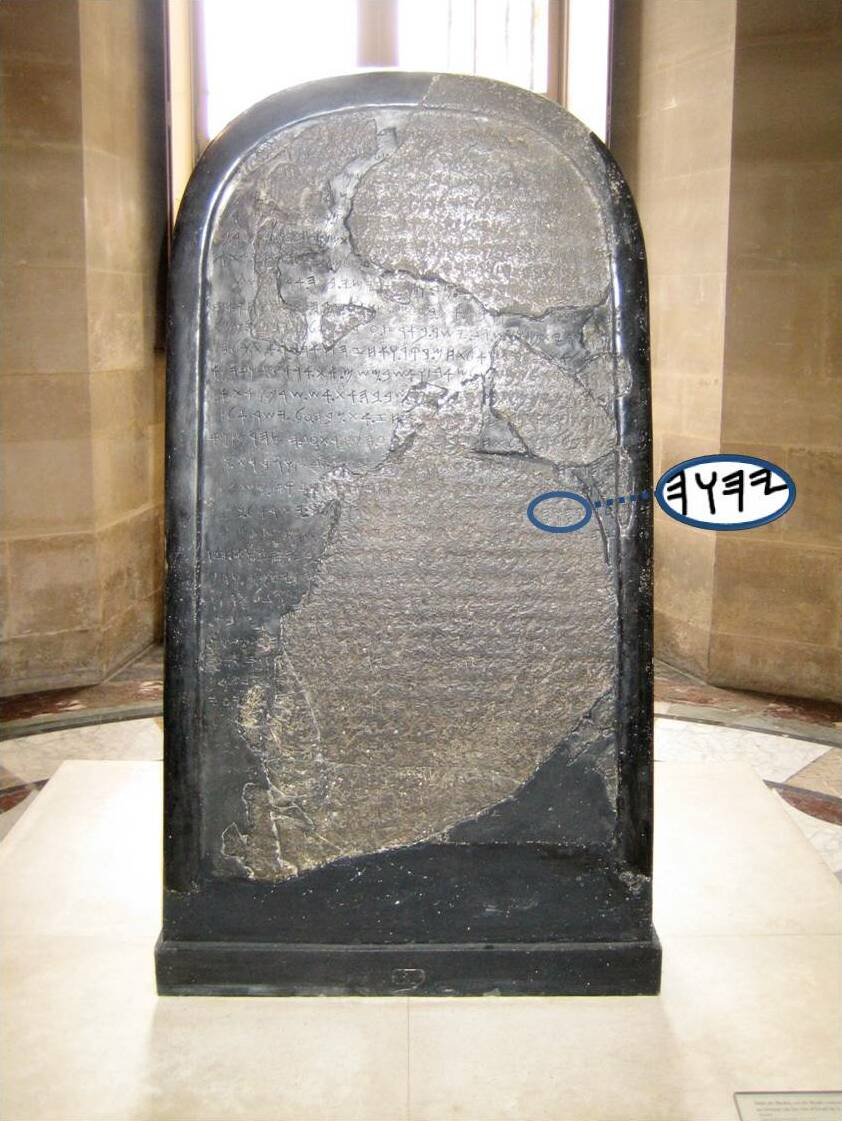
نقش ميشع (سنة 840 ق.م.) أقدم أثر يحمل إشارة إلى إله إسرائيل يهوه.

اسم الإله المستخدم في أغلب الأحيان في الكتاب المقدس العبري هو الأحرف الأربعة ((بالعبرية: יהוה‏)، بالأحرف اللاتينية: YHWH). عادةً، لا ينطق اليهود هذا الاسم، وبدلًا من ذلك يشيرون إلى الإله باسم هاشيم الذي تعني حرفيًا "الاسم". في الصلاة، تُستبدل الأحرف الأربعة بلفظ أدوناي، الذي يعني "إلهي". وهو اللفظ الذي استخدمته التوراة بشكل أساسي: "اسمع يا إسرائيل: الرب إلهنا (أدوناي)، رب واحد".[تثنية 6: 4] يُجمع العلماء حاليًا على أن النطق الأصلي للأحرف الأربعة هو "يهوه". في التفسيرات القديمة لليهودية، يُشار إلى الإله دائمًا بالأدوات النحوية المذكرة فقط.

## الألوهية
يُشير مصطلح "الألوهية" في اليهودية إلى المظهر أو الأساس الإلهي الذي يكمن وراء أفعال الإله أو خصائصه (أي جوهر الإله).

### المفهوم العقلاني
في فلسفة موسى بن ميمون وغيره من الفلاسفة اليهود العقلانيين، هناك القليل مما يمكن معرفته عن الألوهية، بخلاف وجود الإله، وحتى هذا لا يمكن تأكيده إلا بشكل غامض.

### مفهوم القابالاه
في فكر القابالاه، يُشار إلى مصطلح "الألوهية" عادةً بمفهوم عين سوف (غير المحدود) (אין סוף)، وهو المظهر الإلهي الذي يسبق السفيروت (الانبثاق)، وهو وحدة متحركة ملموسة تعتمد طبيعتها على البشر.

## الصفات المنسوبة إلى الإله
وفق التعبيرات الحديثة لليهودية التقليدية، يُعتقد بأن الإله خالق الكون الأبدي، القادر على كل شيء، العالم بكل شيء، وهو كذلك مصدر المعايير الأخلاقية للمرء، ومُوجّه البشرية من خلال المبادئ الأخلاقية.

### الخالق
يصف موسى بن ميمون الإله قائلًا: «إن أساس كل الأسس وعمود الحكمة هو معرفة أن هناك كائنًا أولًا هو الذي أوجد كل الوجود. وما جاءت جميع كائنات السماء والأرض وما بينهما إلا من حقيقة وجوده.»

### العالم بكل شيء
غالبًا ما يصف اليهود الإله بأنه عالم بكل شيء، على الرغم من أن بعض الفلاسفة اليهود البارزين في العصور الوسطى اعتبروا أن الإله ليس لديه معرفة مسبقة كاملة بأفعال الإنسان. على سبيل المثال، زعم جيرسونيدس بأن الإله يعرف الاختيارات المتاحة لكل فرد، لكنه لا يعرف الاختيارات التي سيتخذها الفرد. يعتقد إبراهيم بن داود أن الإله ليس عالمًا بكل شيء ولا قادرًا على كل كل شيء فيما يتعلق بعمل الإنسان.

### القادر على كل شيء
كثيرًا ما يصف اليهود الإله بأنه قادر على كل شيء، ويرون أن هذه الفكرة متجذرة في الكتاب المقدس العبري. فيما زعم بعض اللاهوتيين اليهود المعاصرين بأن الإله ليس كُليّ القدرة، ووجدوا العديد من المصادر الكتابية والكلاسيكية الداعمة لهذا الرأي.

### المتواجد في شيء
"إن الرب هو الإله في السماء من فوق، وعلى الأرض من أسفل."[تثنية 4: 39] استنتج موسى بن ميمون من هذه الآية أن الإله موجود في كل مكان، وبالتالي هو غير مادي، لأن الكائن المادي غير قادر على التواجد في مكانين في وقت واحد.

### غير مادي وغير جنساني
«فبمن تشبهونني فأساويه؟»[إشعياء 40: 25] استنتج موسى بن ميمون من هذه الآية أنه "لو كان ذو جسد لكان كسائر الأجسام". على الرغم من أن الإله يُشار إليه في التناخ بصفة ذكورية، إلا أن الفلسفة اليهودية التقليدية لا تحدد جنسًا للإله. يهتم بعض المفكرين اليهود المعاصرين بتوضيح أن الإله لا تشمله فكرة الثنائية الجنسية.

### لا يُدركه عقل
تنسب التوراة بعض السمات البشرية إلى الإله، إلا أن الأعمال الدينية اليهودية الأخرى تصف الإله بأنه لا شبيه له. لا تلجأ اليهودية إلى الرمزية، بمعنى لا تُمثّل ماديًا كلا العالمين الطبيعي والخارق للطبيعة. علاوة على ذلك، فإن عبادة الأصنام محرمة تمامًا. تعتقد وجهة النظر اليهودية التقليدية أن الإله غير مُدرك تمامًا، وبالتالي من المستحيل تصوُّره. على هذا النحو، فإن محاولة وصف "مظهر" الإله من الناحية العملية يُعبّر عن عدم الاحترام، وربما الهرطقة.

## تصورات حول الإله

### الإله المُشخّص

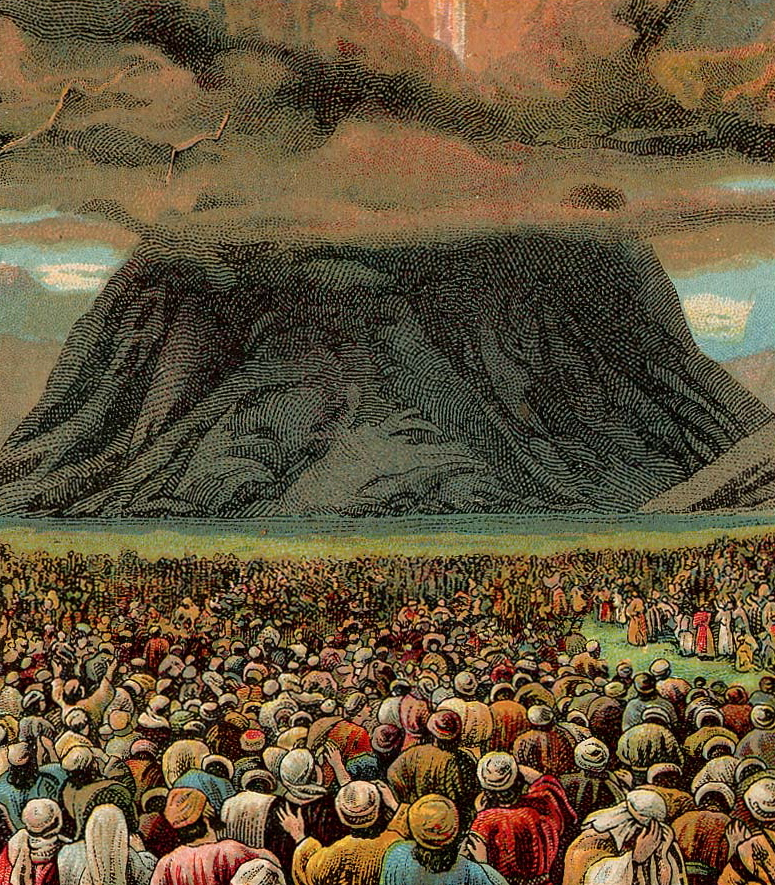
الوحي الجماعي في جبل حوريب في رسم توضيحي في صفحة من الكتاب المقدس التي نشرته شركة بروفيدنس للطباعة على الحجر، سنة 1907م.

تنظر معظم اليهودية الكلاسيكية إلى الإله باعتباره إلهًا شخصيًا، مما يعني أنه يمكن للبشر أن تكون لهم علاقة مع الإله، والعكس صحيح. كتب الحاخام صموئيل كوهون قائلًا: «أن الإله كما تصوره اليهودية ليس فقط السبب الأول، والقوة الخلاقة، والعقل العالمي، ولكنه أيضًا أبو البشر الحي والمحب. فهو ليس كونيًا فحسب، بل شخصيًا أيضًا... يعتقد التوحيد اليهودي يأن الإله له شخصية محددة، في حين أن مصطلح وحدة الوجود عندهم ينظر إلى الإله على أنه غير شخصي.» يظهر هذا في الطقوس اليهودية، كما هو الحال في ترنيمة أدون أولام، والتي تتضمن "تأكيدًا واثقًا" في عبارة "إلهي، إلهي الحي... الذي يسمع ويجيب". كتب إدوارد كيسلر أن الكتاب المقدس العبري "يصور لقاءً مع إله يهتم بشغف ويخاطب البشرية في لحظات وجودها الهادئة". يشير كبير الحاخامات البريطاني جوناثان ساكس إلى أن الإله "ليس بعيدًا في الزمن أو منفصلاً، ولكنه منخرط وحاضر بشغف".
لا يعني بالضرورة مصطلح "شخصي" عند تطبيقه على الإله أن الإله مادي أو مجسم، حيث يرفض حكماء اليهود ذلك أحيانًا؛ بدلاً من ذلك، لا تشير كلمة "شخصي" إلى المادية، بل إلى "الجوهر الداخلي والنفسي والعقلاني والأخلاقي". ومع ذلك، فإن النصوص اليهودية التقليدية الأخرى، على سبيل المثال، كتاب شيعور قمه [الإنجليزية] من أدب الهيخالوت، تصف قياسات أطراف وأجزاء جسد الإله. يعتقد اليهود أن "الإله يمكن إدراكه"، ولكن أيضًا "لا يمكن فهمه"، لأن "الإله يختلف تمامًا عن البشر" (كما هو موضح في رد الإله على موسى عندما سأل موسى عن اسم الإله: "أكون الذي أكون"). إن التصريحات المجسمة عن الإله "تُفهم على أنها استعارات لغوية، وإلا لكان من المستحيل الحديث عن الإله على الإطلاق".
طرح أبراهام جوشوا هيشيل فكرة أن البشر في حاجة إلى الإله، فقال بأنه نظرًا لأن الإله يبحث عنه البشر، فإن الإله يمكن الوصول إليه ومتاح عبر الزمان والمكان لمن يبحث عن الإله، مما يؤدي إلى زخم روحي للفرد أيضًا. تؤدي إمكانية الوصول هذه إلى إله موجود ومُشارك وقريب وحميم يهتم بما يحدث في هذا العالم.

### الإله غير المُشخّص
يزعم المفكرون اليهود المعاصرون أن هناك تيار قديم يتمثل في موسى بن ميمون وعدد من الفلاسفة اليهود الآخرين رفضوا فكرة وجود إله مُشخّص. وفقًا لمسح ديني أجراه مركز بيو للأبحاث سنة 2008م، فإن نسبة الأمريكيين الذين يُعرفون بأنهم يهوديو الديانة ويؤمنون بفكرة أن الإله "قوة غير مُشخّصة" ضعفي نظرائهم ممن يعتقدون بفكرة أن الإله "شخص يمكن للبشر أن يكونوا على علاقة به". يقدم باروخ سبينوزا وجهة نظر حول وحدة وجود الإله تقول بأن الإله هو كل شيء، وكل شيء هو الإله. وعلى هذا، ولا يمكن تصور جوهر الإله. وفق هذا التصور، يمكن للمرء أن يتحدث عن الإله والطبيعة بالتبادل. على الرغم من طرد المجتمع اليهودي في أمستردام لسبينوزا، إلا أن مفهوم سبينوزا عن الإله تبنّاه يهود لاحقون، وخاصة الصهاينة العلمانيين الإسرائيليين.
رفض هيرمان كوهين فكرة سبينوزا القائلة بأن الإله يمكن إيجاده في الطبيعة، لكنه وافق على أن الإله ليس كائنًا مُشخّصًا. بل رأى الإله كمثل أعلى، ونموذج أصلي للأخلاق، وأنه لا يمكن مقارنته بأي شيء في العالم، لأنه واحد مُتفرّد لا يشبه أي شيء آخر. وأن المرء يحب الإله ويعبده من خلال العيش بشكل أخلاقي وطاعة قانون الإله الأخلاقي: "فحب الإله هو حب الأخلاق". وبالمثل، يعتقد إيمانويل ليفيناس أن الإله هو الأخلاق، لذلك يقترب المرء من الإله عندما يُحقّق العدالة للآخر، وذلك يعني أن الإنسان يُدرك وجود الإله من خلال علاقته بالآخرين. كما أن معرفة الإله تعني معرفة ما يجب القيام به، لذلك ليس من المنطقي التحدث عن ما هو الإله، بل بالأحرى ما يأمر به الإله.
بالنسبة لمردخاي كابلان مؤسس اليهودية الإصلاحية، فإن الإله ليس شخصًا، بل هو قوة داخل الكون يتم إدراكها؛ في الواقع، في أي وقت يُدرك فيه شيء جدير بالاهتمام، فهو الإله. كما أن الإله هو محصّلة العمليات الطبيعية التي تسمح للناس بتحقيق الذات، وهو القوة التي تؤدي إلى الخلاص. وهكذا، فإن إله كابلان فكرة مجردة، وليس مُجسّدًا ولا ملموسًا. وفق نموذج كابلان، فإن الإله موجود في الكون، وأنه ليس شيئًا خارقًا للطبيعة أو شيئًا من عالم آخر. يحب المرء هذا الإله من خلال البحث عن الحق والخير. ولا ينظر كابلان إلى الإله كشخص، ولكنه يعترف بأن استخدام لغة التشخيص عند الإشارة إلى الإله يمكن أن تساعد الناس على الشعور بالارتباط بتراثهم، ويمكن أن تكون بمثابة "تأكيد على أن الحياة لها قيمة".